# Американо-тринидадские отношения
Американо-тринидадские отношения — двусторонние дипломатические отношения между США и Тринидадом и Тобаго. 

## История
Между странами сложились дружественные отношения. Интересы США в Тринидаде и Тобаго включают в себя: увеличение уровня инвестиций и товарооборота, повышение уровня политического и социального развития, борьба с распространением наркотиков, развитие медицины и правоохранительных органов. Американская помощь в виде развития военных и правоохранительных органов этого островного государства имеет важное значение для развития двусторонних отношений, а также для реализации политических целей США: эти две страны имеют соглашение об экстрадиции и взаимной правовой помощи, соглашение о морском сотрудничестве и обмене налоговой информацией. В США проживает большая тринидадская диаспора (в основном в Нью-Йорке и Флориде), которая поддерживает культурные связи со своей исторической родиной. Ежегодно около 20000 граждан США посещает Тринидад и Тобаго с целью провести там отпуск или для ведения бизнеса, более чем 6500 американских граждан являются резидентами этого государства.

## Торговля
Тринидад и Тобаго является ведущим бенефициаром американской программы  U.S. Caribbean Basin Initiative , которая направлена на содействие экономическому развитию, а также диверсификации экспорта стран Карибского бассейна путём предоставления странам-бенефициарам беспошлинного доступа на рынок США для большинства товаров. Американские коммерческие связи с этой страной всегда были сильны: многие из крупнейших американских корпораций имеют торговые связи с Тринидадом и Тобаго, а также более 30 американских фирм представлены в этой стране. В последние годы американские фирмы вложили немало средств в сектора экономики Тринидада и Тобаго: нефтехимия, нефть / газ, а также железо / сталь. Тринидад и Тобаго является крупнейшим поставщиком сжиженного природного газа в США на протяжении многих лет, но импорт снижается из-за развития в США собственной добычи этого ресурса. Эти две страны подписали двусторонний инвестиционный договора, а также соглашение об избежании двойного налогообложения.